# مونيكا فاينزي
مونيكا فاينزي (من مواليد 21 مايو 1965) هي سياسية إيطالية شغل منصب عمدة كاستيجليون ديلا بيسكايا من 2001 إلى 2011 ونائبًا لمجلسين تشريعيين (2008-2013. 2013-2018).